# نشانگان مارفان

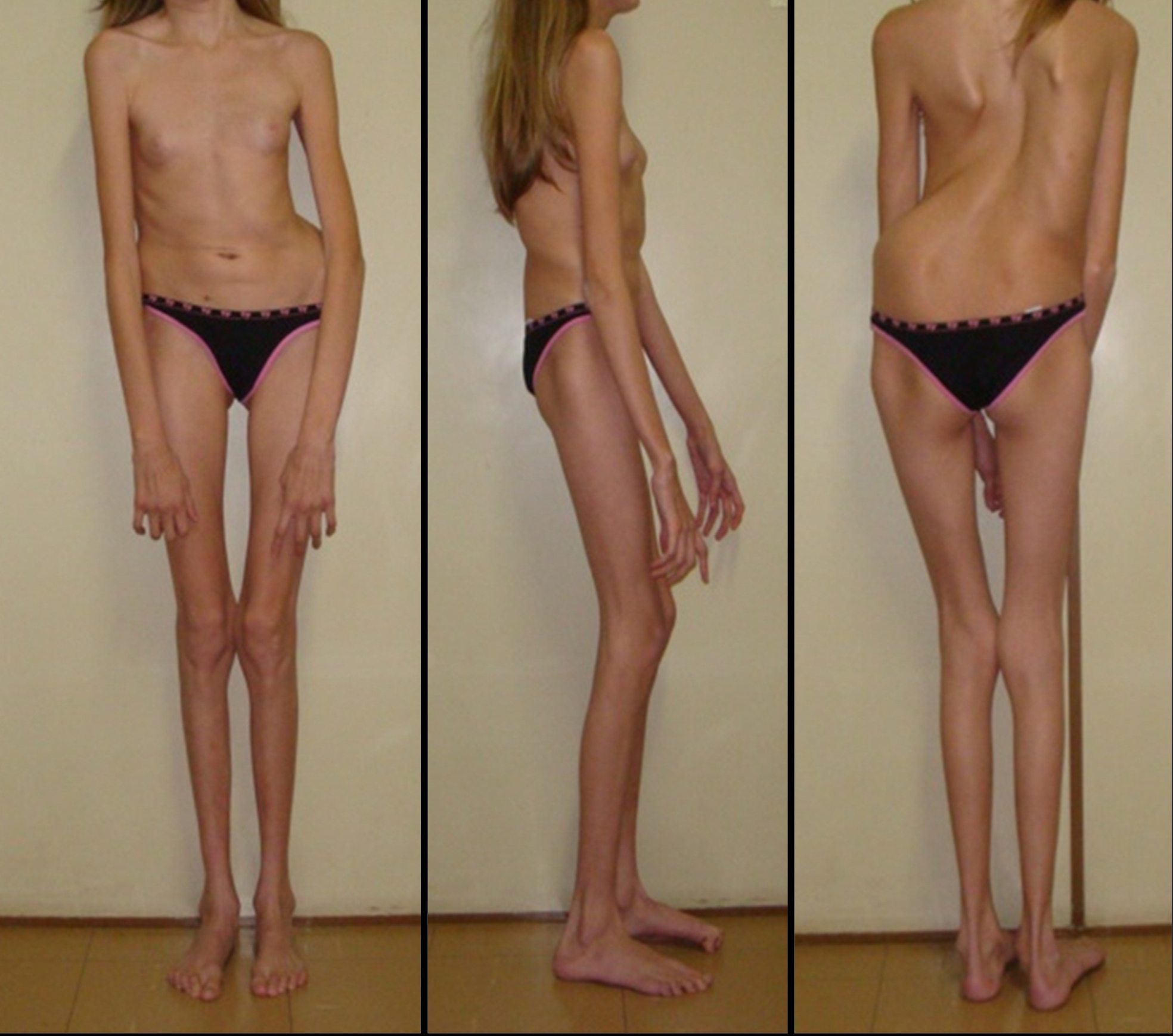
یک بیمار دچار سندرم مارفان

سندرم مارفان یا نشانگان مارفان (به انگلیسی: Marfan syndrome) یا به اختصار (MFS) یک اختلال ژنتیکی نادر است با بروز 1 در 10،000 است که بر بافت همبند بدن تأثیر می‌گذارد. بافت همبند نقش مهمی در حمایت و ساختار اندام‌ها، رگ‌های خونی، استخوان‌ها و سایر بخش‌های بدن دارد. این بیماری به دلیل جهش در کروموزوم 15  ژن FBN1   ایجاد می‌شود که مسئول تولید پروتئین فیبریلین-1 است. فیبریلین-1 برای استحکام و انعطاف‌پذیری بافت همبند ضروری است و کمبود یا نقص در آن باعث بروز علائم سندرم مارفان می‌شود. علائم این بیماری بسیار متنوع هستند و ممکن است در سیستم‌های مختلف بدن ظاهر شوند: 1) سیستم اسکلتی: افراد مبتلا معمولاً قد بلند، اندام‌های باریک و دراز، انگشتان بلند (آراکنوداکتیلی)، انحنای ستون فقرات (اسکولیوز) و قفسه سینه فرو رفته یا بیرون زده دارند. 2)قلبی-عروقی: مشکلات قلبی جدی‌ترین تهدید هستند، از جمله گشادی ریشه آئورت که می‌تواند منجر به پارگی آئورت شود. همچنین نارسایی دریچه میترال شایع است. 3)چشمی: دررفتگی عدسی چشم (اکتوبیا عدسی)، نزدیکبینی شدید و خطر جداشدگی شبکیه از عوارض چشمی این بیماری هستند. پوست و ریه‌ها: کشش بیش از حد پوست و خطر خود به خودی فروپاشی ریه (پنوموتوراکس) نیز ممکن است رخ دهد[1]. این سندرم برای اولین بار توسط آنتون برنارد ژان مارفان پزشک اطفال فرانسوی توصیف شد.

## علائم و نشانه‌های سندرم مارفان
ژنتیک:
سندرم مارفان یک اختلال ژنتیکی است که بر بافت همبند بدن تأثیر می‌گذارد و به دلیل جهش در ژن  FBN1 ایجاد می‌شود. این ژن مسئول تولید پروتئینی به ناl  Fibrillin-1 است که نقش مهمی در استحکام و انعطاف‌پذیری بافت همبند ایفا می‌کند. بافت همبند به عنوان یک ساختار حمایتی در سراسر بدن عمل می‌کند و در اعضای مختلفی مانند پوست، استخوان‌ها، عروق خونی و بافت‌های داخلی وجود دارد.
افراد مبتلا به سندرم مارفان معمولاً ویژگی‌های ظاهری خاصی دارند که شامل بلندی قد، اندام‌های بلند و نازک، و ناهنجاری‌های اسکلتی مانند اسکولیوز و قفسه سینه فرورفته یا برآمده است. علاوه بر این، مشکلات قلبی و عروقی، مانند بزرگ شدن آئورت و نارسایی دریچه‌های قلبی، نیز از علائم این سندرم محسوب می‌شوند.
سندرم مارفان به صورت اتوزومال غالب به ارث می‌رسد، به این معنی که تنها یک نسخه از ژن معیوب کافی است تا فرد مبتلا به این اختلال شود. این ژن می‌تواند از یکی از والدین به فرزند منتقل شود، یا ممکن است به دلیل جهش‌های جدید در فرد مبتلا ایجاد شود. حدود ۷۵ درصد از موارد سندرم مارفان به ارثی هستند و ۲۵ درصد باقی‌مانده ناشی از جهش‌های جدید در ژن FBN1 است.
تشخیص زودهنگام این سندرم بسیار مهم است، زیرا می‌تواند به پیشگیری از عوارض جدی کمک کند. پزشکان معمولاً برای تشخیص از معاینات فیزیکی، ارزیابی تاریخچه خانوادگی و آزمایش‌های ژنتیکی استفاده می‌کنند. آزمایش‌های ژنتیکی می‌توانند وجود جهش‌های خاص در ژن FBN1 را تأیید کنند و به پزشکان در ارائه مشاوره‌های مناسب کمک کنند.[2]
علائم قلب و عروق:
سندرم مارفان یک اختلال ژنتیکی است که بر بافت همبند بدن تأثیر می‌گذارد و می‌تواند مشکلات جدی در سیستم قلب و عروق ایجاد کند. یکی از علائم اصلی این سندرم، گشاد شدن رگ آئورت است. آئورت، شریان اصلی قلب است که خون را از قلب به تمام قسمت‌های بدن منتقل می‌کند. در افراد مبتلا به سندرم مارفان، دیواره آئورت به دلیل ضعف بافت همبند، نازک و ضعیف می‌شود، به گونه‌ای که شبیه به بادکنکی که به آرامی باد می‌شود، گشاد می‌گردد. این وضعیت می‌تواند خطرناک باشد و در صورت گشاد شدن بیش از حد، احتمال پارگی آن وجود دارد که نیاز به عمل جراحی فوری دارد.
مشکل دیگری که ممکن است در بیماران مبتلا به سندرم مارفان بروز کند، اختلال در دریچه میترال قلب است. این دریچه مانند یک در یکطرفه عمل می‌کند و بین دو قسمت چپ قلب قرار دارد. در این شرایط، دریچه میترال ممکن است شل شود و نتواند به درستی بسته شود. این مشکل باعث می‌شود که خون به جای رفتن به جلو، به عقب نشت کند. عوارض این وضعیت شامل تنگی نفس، خستگی و در برخی موارد نیاز به جراحی است.
علاوه بر این، پارگی ناگهانی آئورت نیز یکی دیگر از خطرات جدی این سندرم است. اگر آئورت به شدت ضعیف شود، لایه‌های داخلی آن ممکن است پاره شوند. این وضعیت با درد شدید قفسه سینه همراه است و یک اورژانس پزشکی به شمار می‌آید. در صورت عدم درمان فوری، این مشکل می‌تواند کشنده باشد.
یکی دیگر از علائم قابل توجه در بیماران مبتلا به سندرم مارفان، نامنظمی در ضربان قلب است. این اختلال در ضربان قلب می‌تواند باعث سرگیجه و در موارد شدیدتر، ایست قلبی شود. بنابراین، مراقبت‌های ویژه‌ای برای این بیماران ضروری است.
برای مراقبت از قلب در بیماران مبتلا به سندرم مارفان، چندین اقدام مهم وجود دارد. اولین و مهم‌ترین اقدام، انجام چکاپ‌های منظم است. بیماران باید سالانه اکوی قلب انجام دهند تا اندازه آئورت کنترل شود و از بروز مشکلات جدی جلوگیری شود. همچنین، مصرف داروهایی مانند پروپرانولول برای کاهش فشار روی آئورت ضروری است. این دارو به کنترل فشار خون و کاهش بار روی قلب کمک می‌کند.
علاوه بر این، بیماران باید از فشار زیاد بر روی قلب خود پرهیز کنند. به عنوان مثال، انجام ورزش‌های سنگین و بلند کردن وزنه می‌تواند خطرناک باشد و باید از آن اجتناب شود. در نهایت، اگر آئورت به شدت گشاد شود، ممکن است نیاز به عمل جراحی باشد تا از بروز عوارض خطرناک جلوگیری شود. به طور کلی، پیگیری منظم و مشاوره با پزشک متخصص می‌تواند به بیماران مبتلا به سندرم مارفان کمک کند تا زندگی سالم‌تری داشته باشند و از عوارض جدی جلوگیری کنند [3].
دیسپلازی میترال: ناهنجاری در دریچه میترال که می‌تواند منجر به نارسایی قلبی شود.
آئورت بزرگ شده: بزرگ شدن آئورت که می‌تواند خطر پارگی را افزایش دهد.
آئورت دایسکشن: جدایی لایه‌های دیواره آئورت که می‌تواند زندگی را تهدید کند.
نارسایی آئورت: نارسایی در دریچه آئورت که باعث برگشت خون به قلب می‌شود.
کاردیومیوپاتی: اختلال در عضله قلب که عملکرد آن را تحت تأثیر قرار می‌دهد.
اختلال در ضربان قلب: آریتمی‌ها که می‌توانند منجر به مشکلات جدی شوند.
تنگی آئورت: تنگ شدن آئورت که جریان خون را کاهش می‌دهد.
بیماری عروق کرونر: افزایش خطر ابتلا به بیماری عروق کرونر.
پرفشاری خون: فشار خون بالا به دلیل ناهنجاری‌های عروقی.
تجمع مایع در قلب: تجمع مایع در حفره‌های قلب که می‌تواند عملکرد قلب را مختل کند.
تنگی دریچه‌های قلب: تنگی دریچه‌های دیگر قلب که می‌تواند جریان خون را مختل کند.
آریتمی‌های بطنی: آریتمی‌های خطرناک که ممکن است منجر به ایست قلبی شوند.
نقص‌های مادرزادی قلب: نقص‌های ساختاری در قلب که ممکن است در هنگام تولد وجود داشته باشند.
پوسیدگی عروق: آسیب به دیواره‌های عروق که می‌تواند باعث انسداد شود.
کاهش خونرسانی به اندام‌ها: کاهش جریان خون به اندام‌ها که می‌تواند منجر به مشکلات جدی شود.
سکته قلبی: افزایش خطر سکته قلبی به دلیل مشکلات عروقی.
سندرم کلاژن: مشکلات ساختاری در عروق و قلب به دلیل ناهنجاری‌های کلاژن.
پروتئینوری: وجود پروتئین در ادرار که می‌تواند نشان‌دهنده مشکلات قلبی باشد.
پدیده اورت: مشکلاتی که به دلیل ناهنجاری‌های آئورت ایجاد می‌شود.
خونریزی داخلی: خطر خونریزی داخلی به دلیل پارگی عروق.
لازم به ذکر است این لیست در افراد مختلف می تواند متفاوت باشد.
علائم چشم پزشکی:
یکی از شایع‌ترین و مشخص‌ترین تظاهر چشمی در بیماران مبتلا به سندرم مارفان، جابجایی عدسی یا اکتوپیا عدسی است که در 60 تا 80 درصد بیماران مشاهده می‌شود. این عارضه به دلیل ضعف رباط‌های نگهدارنده عدسی (zonules) رخ می‌دهد و ممکن است به صورت مادرزادی وجود داشته باشد یا به تدریج پیشرفت کند. جابجایی عدسی معمولاً به سمت بالا و خارج اتفاق می‌افتد و می‌تواند علائمی مانند تاری پیشرونده دید، تغییرات مکرر نمره عینک، دید دوگانه و حساسیت به نور را ایجاد کند. در موارد خفیف، این مشکل ممکن است با عینک قابل اصلاح باشد، اما در موارد شدید، نیاز به جراحی برای برداشتن عدسی و جایگزینی آن با لنز مصنوعی وجود دارد. نزدیک‌بینی شدید یا میوپی بالا نیز یکی دیگر از عوارض شایع در بیماران مارفانی است که به دلیل کشیدگی کره چشم ایجاد می‌شود. این کشیدگی معمولاً ناشی از افزایش طول قدامی-خلفی کره چشم، تغییرات قرنیه و جابجایی عدسی است. نزدیک‌بینی می‌تواند به سرعت پیشرفت کند و نیاز به تنظیم مکرر عینک داشته باشد و همچنین خطر جداشدگی شبکیه را افزایش می‌دهد. بیماران مبتلا به نزدیک‌بینی شدید معمولاً به عینک‌های با نمره بالا نیاز دارند و در برخی موارد، ممکن است کاندید عمل لیزیک شوند. 
گلوکوم یا آب سیاه نیز یکی دیگر از مشکلات چشمی است که در بیماران مبتلا به سندرم مارفان شایع است. دو نوع گلوکوم در این بیماران مشاهده می‌شود: گلوکوم زاویه باز اولیه و گلوکوم ثانویه به جابجایی عدسی. علائم هشداردهنده گلوکوم شامل کاهش تدریجی دید محیطی، درد چشم در انواع حاد و هاله‌های رنگی اطراف نورها است. درمان گلوکوم معمولاً شامل استفاده از قطره‌های کاهنده فشار چشم، لیزر یا جراحی در موارد پیشرفته است. کاتاراکت یا آب مروارید نیز از دیگر مشکلات چشمی است که ممکن است در سنین جوانی (حتی زیر 40 سال) در بیماران مبتلا به سندرم مارفان ایجاد شود. این عارضه معمولاً با ویژگی‌های خاصی مانند شروع زودرس، پیشرفت سریع و اشکال غیرمعمول (مانند کاتاراکت سابلوکس شده) مشخص می‌شود. علائم کاتاراکت شامل مه‌آلود شدن دید و حساسیت به نور است و درمان آن معمولاً شامل جراحی تعویض عدسی کدر شده با لنز مصنوعی است. 
جداشدگی شبکیه یکی از اورژانس‌های چشمی در بیماران مبتلا به سندرم مارفان است که در صورت عدم درمان سریع می‌تواند منجر به نابینایی شود. این مشکل معمولاً به دلیل کشش وترهای زجاجیه، وجود سوراخ‌های شبکیه یا ضربه‌های خفیف رخ می‌دهد. علائم هشداردهنده جداشدگی شبکیه شامل دیدن جرقه‌های ناگهانی نور، افزایش مگس‌پران (تارهای شناور در دید) و سایه یا پرده در میدان بینایی است. درمان فوری جداشدگی شبکیه شامل جراحی با لیزر یا روش‌های تزریقی است. تغییرات قرنیه نیز در بیماران مبتلا به سندرم مارفان ممکن است به صورت نازک شدن قرنیه، کراتوکونوس (قوز قرنیه) و افزایش قطر قرنیه بروز کند. این تغییرات ممکن است نیاز به درمان‌های خاصی مانند لنزهای سخت یا پیوند قرنیه داشته باشند. 
علاوه بر موارد فوق، بیماران مارفان ممکن است با مشکلات دیگری نیز مواجه شوند، از جمله انحراف چشم (استرابیسم)، نارسایی عضلات چشم و تغییرات عروق شبکیه. برای تشخیص مشکلات چشمی در بیماران مبتلا به سندرم مارفان، معاینه کامل چشم‌پزشکی ضروری است. این معاینه شامل ارزیابی حدت بینایی، فشار داخل چشمی و معاینه با لامپ اسلیت است. همچنین تست‌های تخصصی مانند OCT برای بررسی شبکیه، توپوگرافی قرنیه و سونوگرافی چشم در موارد خاص نیز می‌توانند کمک‌کننده باشند. درمان مشکلات چشمی در بیماران مبتلا به سندرم مارفان شامل دو دسته اصلی است: درمان‌های غیرجراحی و مداخلات جراحی. درمان‌های غیرجراحی شامل اصلاح عیوب انکساری با عینک، لنزهای تماسی ویژه و استفاده از قطره‌های چشمی برای کنترل گلوکوم است.
مداخلات جراحی ممکن است شامل برداشتن عدسی جابجا شده، پیوند قرنیه، ترمیم جداشدگی شبکیه و جراحی گلوکوم باشد. برای پیشگیری از بروز عوارض جدی و حفظ سلامت چشم، بیماران مبتلا به سندرم مارفان باید معاینات منظم سالانه انجام دهند، از فعالیت‌های پرخطر پرهیز کنند، فشار خون خود را کنترل کنند و مشاوره ژنتیک دریافت کنند. با مراقبت‌های مناسب و تشخیص زودهنگام، اکثر بیماران مبتلا به سندرم مارفان می‌توانند بینایی مفید خود را حفظ کنند و کیفیت زندگی آن‌ها به میزان قابل توجهی بهبود یابد.[4]
لیست مشکلات چشم پزشکی:
دررفتگی عدسی (اکتوپی عدسی): جابجایی عدسی به دلیل ضعف رباط‌های نگهدارنده (رباط زینول).
میوپی شدید (نزدیک‌بینی بالا): به دلیل افزایش طول قدامی-خلفی کره چشم.
آستیگماتیسم: ناهمواری قرنیه یا عدسی.
گلوکوم (آب سیاه): افزایش فشار داخل چشم به دلیل اختلال در زهکشی مایع زجاجیه.
کاتاراکت (آب مروارید): کدر شدن عدسی، حتی در سنین جوانی.
جداشدگی شبکیه: به دلیل کشش و نازکی شبکیه در اثر افزایش طول چشم.
مگالوکورنیا (بزرگی قرنیه): قرنیه بزرگ‌تر از حد طبیعی.
هیپوپلازی عنبیه : رشد ناقص عنبیه.
کوریوپاتی (اختلال در لایه کوروئید چشم) :نازک شدن یا آسیب کوروئید.
نیستاگموس (حرکات غیرارادی چشم) : به دلیل اختلالات بینایی شدید.
استرابیسم (انحراف چشم) : عدم هماهنگی عضلات چشم.
میکروسفروفاکیا (عدسی‌های کوچک و کروی) : یک ناهنجاری مادرزادی.
پتوز (افتادگی پلک) : ضعف عضلات پلک.
نارسایی تطابق (اختلال در فوکوس کردن) : به دلیل مشکلات عدسی یا عضلات مژگانی.
تغییرات عروق شبکیه : نازک شدن یا پیچ‌خوردگی عروق.
دژنراسیون زجاجیه : تغییرات در جسم زجاجیه و افزایش خطر جداشدگی آن.
کراتوکونوس (قوز قرنیه) : برجستگی مخروطی شکل قرنیه.
نوروپاتی اپتیک (آسیب عصب بینایی): به دلیل فشار یا اختلال خونرسانی.
حساسیت به نور (فتوفوبیا) : به دلیل مشکلات قرنیه یا عنبیه.
اختلال در دید رنگی : در موارد نادر به دلیل آسیب شبکیه یا عصب بینایی.
لازم به ذکر است این لیست در افراد مختلف می تواند متفاوت باشد.
علائم اسکلتی:
بیماران معمولاً قدی بلندتر از میانگین سن و جنس خود دارند و نسبت بالاتنه به پایین‌تنه کاهش یافته و اندام‌ها به طور نامتناسبی بلند هستند. یکی از مشخصه‌های بارز بیماری، انگشتان بلند و باریک (آراکنوداکتیلی) است که نسبت طول انگشت به کف دست افزایش یافته و امکان ارزیابی با علامت مچ وجود دارد. تغییرات قفسه سینه شامل فرو رفتگی (پکتوس اکسکاواتوم) و برجستگی (پکتوس کاریناتوم) است که ممکن است باعث محدودیت تنفسی شود.
ناهنجاری‌های ستون فقرات مانند اسکولیوز، کیفوز و افزایش قوس کمری اغلب پیشرونده بوده و نیاز به درمان دارند. شلی مفصلی (هایپرموبیلیتی) با افزایش دامنه حرکتی مفاصل و خطر دررفتگی مکرر همراه است و ممکن است منجر به آرتروز زودرس شود. تغییرات صورت شامل صورت باریک و دراز، کام قوسی بالا و پیشانی برجسته است. ناهنجاری‌های پا مانند صافی کف پا و انگشتان چکشی نیز مشاهده می‌شود. عوارض احتمالی سیستم اسکلتی شامل دردهای مزمن اسکلتی-عضلانی ناشی از ناهنجاری‌های ساختاری است که ممکن است به مفاصل، ستون فقرات یا قفسه سینه مربوط باشد و اغلب با فعالیت تشدید می‌شود. محدودیت‌های عملکردی مانند کاهش تحمل فعالیت‌های فیزیکی و مشکلات تنفسی ناشی از تغییرات قفسه سینه نیز ممکن است وجود داشته باشد. روش‌های تشخیصی شامل معاینه فیزیکی کامل و روش‌های تصویربرداری است که به ارزیابی دقیق‌تر وضعیت اسکلتی کمک می‌کند. 
گزینه‌های درمانی شامل درمان‌های غیرجراحی مانند فیزیوتراپی، بریس‌های ستون فقرات و تمرینات تنفسی و مداخلات جراحی برای اصلاح انحراف ستون فقرات و ترمیم تغییرات قفسه سینه است. مدیریت درد با داروهای ضدالتهاب و روش‌های طب فیزیکی نیز در نظر گرفته می‌شود. راهکارهای پیشگیرانه شامل فعالیت‌های بدنی مناسب، پایش منظم و تغذیه کافی با تأمین کلسیم و ویتامین D است. با مدیریت مناسب، اکثر بیماران می‌توانند زندگی فعالی داشته باشند و نکات کلیدی شامل تشخیص زودهنگام و پیگیری منظم برای پیشگیری از عوارض است. در نهایت، سیستم اسکلتی یکی از ارگان‌های اصلی درگیر در سندرم مارفان است که نیاز به توجه ویژه دارد و رویکرد چندرشته‌ای شامل ارتوپد و فیزیوتراپی می‌تواند کیفیت زندگی بیماران را به میزان قابل توجهی بهبود بخشد. آگاهی از تظاهرات و عوارض احتمالی به بیماران کمک می‌کند تا در مدیریت شرایط خود فعال‌تر عمل کنند.[5]
بلندی قد غیرطبیعی: افراد مبتلا به سندرم مارفان معمولاً قد بلندی دارند.
عضلات ضعیف: ضعف عمومی در عضلات که می‌تواند بر فعالیت‌های روزمره تأثیر بگذارد.
اختلالات مفصلی: ناهنجاری‌ها و درد در مفاصل.
دردهای اسکلتی: درد مزمن در نواحی مختلف بدن.
قفسه سینه فرورفته (پکتوس اینورتوم): ناهنجاری در شکل قفسه سینه.
قفسه سینه برآمده (پکتوس کاریناتوم): برآمدگی غیرطبیعی قفسه سینه.
ناهنجاری در ستون فقرات: انحنای غیرطبیعی ستون فقرات (اسکولیوز یا کیفوز).
دست‌ها و پاهای بلند و نازک: نسبت‌های غیرطبیعی در اندام‌ها.
ناهنجاری‌های انگشتان: انگشتان بلند و نازک یا ناهنجاری‌های دیگر.
مشکلات مفصل زانو: ناهنجاری‌ها و درد در مفصل زانو.
نقص در رشد استخوان‌ها: عدم رشد مناسب استخوان‌ها.
آرتروز زودرس: افزایش خطر ابتلا به آرتروز در سنین پایین.
مشکلات در لگن: ناهنجاری‌ها و درد در ناحیه لگن.
کاهش تراکم استخوان: خطر ابتلا به پوکی استخوان.
مشکلات در مفصل شانه: درد و ناهنجاری در مفصل شانه.
ناهنجاری‌های دندانی: دندان‌های نامنظم و مشکلات فکی.
سندرم دست و پا: مشکلات حرکتی در دست‌ها و پاها.
مشکلات در مفصل مچ: درد و ناهنجاری در مچ دست و پا.
خستگی زودرس: احساس خستگی سریع در اثر فعالیت‌های فیزیکی.
لازم به ذکر است این لیست در افراد مختلف می تواند متفاوت باشد.